# Torii Hunter
Torii Kedar Hunter (Pine Bluff, Arkansas, 18 de julio de 1975), más conocido como Torii Hunter, es un exjugador profesional estadounidense de béisbol que se desempeñó en la posición de jardinero central en las Grandes Ligas de Béisbol (MLB). Logró obtener nueve Guantes de Oro.

## Carrera
Hunter jugó como profesional once temporadas en Minnesota Twins (1997-2007), después pasó a Los Angeles Angels (2008-2012), luego a Detroit Tigers (2013-2014), posteriormente regresó a Minnesota Twins, donde jugó una temporada (2015), y fue el equipo en el que se retiró.

## Premios
Fue galardonado con el Guante de Oro en nueve oportunidades (2001, 2002, 2003, 2004, 2005, 2006, 2007, 2008 y 2009).